# Bešlići
Bešlići su naseljeno mjesto u općini Foči-Ustikolini, Federacija BiH, BiH. Godine 1962. pripojena su im naselje Kozarovići i Zbič (Sl.list NRBiH, br.47/62).

## Stanovništvo
| Narod     | Popis 1961. | Popis 1971. | Popis 1981. | Popis 1991. |
| --------- | ----------- | ----------- | ----------- | ----------- |
| Hrvati    |             |             | 4           |             |
| Muslimani | 75          | 285         | 198         | 111         |
| Srbi      |             |             |             |             |
| ostali    | 1           |             | 2           |             |
| Ukupno    | 76          | 285         | 204         | 111         |